# Johann Christian Fabricius

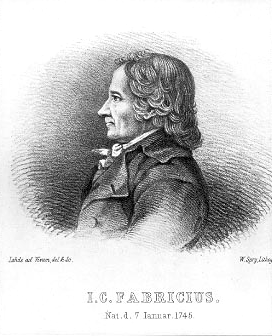
Johann Christian Fabricius

Johann Christian Fabricius (* 7. Januar 1745 in Tondern (Schleswig); † 3. März 1808 in Kiel) war ein Zoologe. Er ist einer der Begründer der wissenschaftlichen Entomologie.

## Leben
Johann Christian Fabricius war der Sohn des Tonderner Arztes Christian Fabricius (1705–1775), dem späteren Obermedicus am Fredriks Hospital Kopenhagen, und dessen Ehefrau Anna Cornelia geb. Henningsen.
Er studierte 1762 bis 1764 gemeinsam mit Johan Zoëga in Uppsala bei Carl von Linné. Er führte die Arbeiten seines Lehrers in der Insektenkunde (Entomologie) fort und begründete ein System der Insekten unter besonderer Beachtung der Morphologie der Mundwerkzeuge.  Nach der Rückkehr nach Kopenhagen wurde ihm auf Betreiben seines Vaters eine Professur für Ökonomie am Naturaltheather bei Kopenhagen angeboten (1768). Er nahm diese Stelle zwar an, setzte aber seine Reisen, die ihn in Kontakt mit zahlreichen der bedeutendsten Naturforscher seiner Zeit brachten, mit Erlaubnis fort. Bei seiner Rückkehr war diese Institution der Akademie von Kopenhagen angegliedert worden, wo er 1770 den Vorlesungsbetrieb als Ökonom aufnahm. Nachdem 1771 das Naturaltheater aufgehoben worden war, wurde ihm ein Lehrstuhl als außerordentlicher Professor an der Universität angeboten. Hier hielt er bis 1775 im Winter Vorlesungen, den Sommer verbrachte er in London im Kontakt mit Naturforschern, vor allem den Botanikern Daniel Solander und Joseph Banks. 1776 folgte er dem Ruf der Universität Kiel als Professor der Ökonomie und der Natur- und Kameralwissenschaften, da er nach dem Wegfall der Unterstützungen nach dem Tod seines Vaters nur von seinem Gehalt sein Leben nicht mehr finanzieren konnte. Auch von Kiel aus unternahm er ausgiebige Reisen und publizierte weiterhin als Naturforscher. Die ökonomische Wissenschaft hatte in den damaligen agrarisch geprägten Gesellschaften einen höheren biologischen Anteil, so dass der Widerspruch zwischen seinen Neigungen und Tätigkeiten und seiner Anstellung weniger ausgeprägt war als heute. Als Ökonom hat er wenig publiziert. Seine Frau Cäcilie (geb. Ambrosius) hatte er 1771 geheiratet. Das Paar hatte zwei Söhne, Johann Christian Eduard (gest. 1832) und Thomas Balthasar (1774–1851), die beide Ärzte wurden, und eine Tochter, die 1793 in Folge eines Sturzes auf dem Pont Neuf starb.
Fabricius unternahm mehrere wissenschaftliche Reisen nach Frankreich, England und Norwegen, um seine Kenntnisse, vor allem der Insektenkunde, zu erweitern. So kam er im Jahre 1767 erstmals nach London, wo er die Sammlungen von William Hunter für Erstbeschreibungen vieler Insekten nutzen konnte, die er in seinem Werk Systema entomologiae veröffentlichte. Dadurch enthält die Huntersche Insektensammlung rund 400 Holotypen, von denen der Großteil von Fabricius beschrieben wurde. Einige Arten konnten jedoch von seinem Freund, dem französischen Insektenforscher Guillaume Antoine Olivier (1756–1814) beschrieben werden, der im Jahre 1789 London besuchte und auf Empfehlung von Fabricius ebenfalls die Sammlungen Hunters untersuchte.
Fabricius gehörte der Königlich Dänischen Akademie der Wissenschaften seit 1775 und der Deutschen Akademie der Naturforscher Leopoldina seit 1794 an.

## Schriften (Auswahl)
- Entomologia systematica emandata et aucta. Secundum classes, ordines, genera, species adjectis synonimis, locis, observationibus descriptionibus. Kopenhagen 1792–1798 (online).
- Systema entomologiae: sistens insectorvm classes, ordines, genera, species, adiectis synonymis, locis, descriptionibus, observationeibus. Flensburg/Leipzig 1775 (online)
- Anfangsgründe der oekonomischen Wissenschaften. 1778.
- Philosophia entomologica. Hamburg 1778 (online).
- Genera insectorum; Species insectorum sistens eorum differentias specificas, synonymia auctorum, loca natalia, metamorphosis, etc…... Hamburgo 1779
- Species insectorum: exhibentes eorum differentias specificas, synonyma auctorum, loca natalia, metamorphosis, adjectis observationibus, descriptionibus. 2 Bände, 1781.
- Über die Volksvermehrung, insonderheit in Dänemark. 1781
- Systema antiliatorum, 1805
- Autobiographie des Naturforschers Fabricius. In: Kieler Blätter. Band 1, S. 88–117 (online, aus dem Nachlass herausgegeben).